# Borja Ekiza
Borja Ekiza é um futebolista espanhol que atua como zagueiro central pelo Eibar.
Ekiza tem boa parte da carreira ligada ao Athletic Bilbao, onde atuou pela equipe B e a principal. Pela equipe basca, foi vice-campeão da Liga Europa da UEFA de 2011–12.
Na janela do verão europeu de 2014, transferiu-se para o Eibar.